# 馬爾亞尼夫卡 (博布里涅茨區)
48°4′47″N 31°58′38″E / 48.07972°N 31.97722°E
馬爾亞尼夫卡（烏克蘭語：Мар'янівка），是烏克蘭中部的村莊，隸屬基洛夫格勒州的克羅皮夫尼茨基區。該村面積1.83平方公里，海拔高度180米，人口200，人口密度每平方公里201.4人。